# Malla (Spagna)
Malla è un comune spagnolo di 239 abitanti situato nella comunità autonoma della Catalogna.